# Microbiota bucal indígena
Microbiota bucal indígena refere-se as diversas colônias de microorganismos que colonizam a cavidade oral desde o nascimento, no momento do parto normal, onde via nasal e oral entram em contato com microoganismos presentes na vagina (Lactobacillus sp, Streptococcus sp). Ou seja, a microbiota inata.
Quando criança adquirimos outros microorganismos, levando objetos e até alimentos que deixamos cair ao chão à boca, deste modo aumentando a microbiota (Staphylococcus sp, Actinomyces sp, Prevotela sp, Porphiromonas sp, Neisseria sp, Candida sp…) da cavidade oral.
Na idade adulta a microbiota bucal já está estabilizada em número (aos bilhões) e espécies (já ultrapassa 400 espécies, sendo mais de 40 espécies patogênicas em potencial).
Normalmente a microbiota residente (alguns autores utilizam este termo por ser mais esclarecedor) não causa doenças, porém um desequilíbrio no estado de saúde geral, má higiene bucal, alimentação rica em sacarose e outros dissacarídeos, levam ao crescimento excessivo destes microorganismos residentes,  que por sua vez geram muitos metabólitos nocivos (ácidos: acético, lático, succínico, fórmico, enzimas proteolíticas, endotoxinas) às células, causando à cavidade oral doenças infecciosas como: Cáries, periodontites (grave infecção que afeta ossos e gengivas, levando a perda do dente), abscessos orofaríngeos, angina de Ludwig, halitose e até câncer bucal em casos sem tratamento.